# Constant Moyaux
Constant Moyaux, né le 15 juin 1835 à Anzin (Nord) et mort le 11 octobre 1911 à Paris, est un architecte français.
Il est grand Prix de Rome d'architecture en 1861. Il est élu membre de l'Académie des beaux-arts en 1898.

## Œuvres
- Anzin, mairie, 1874.

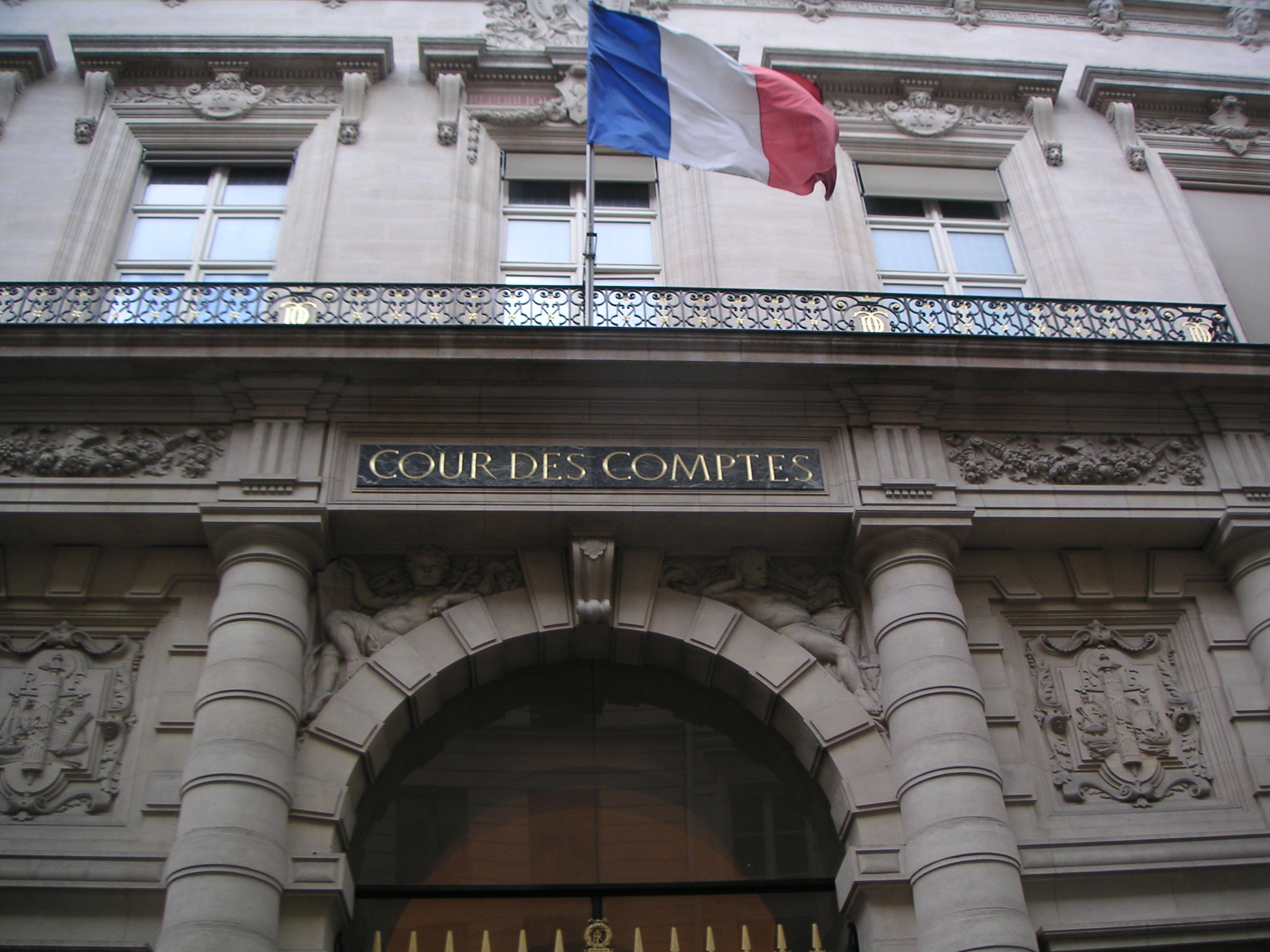
Entrée de la Cour des comptes.

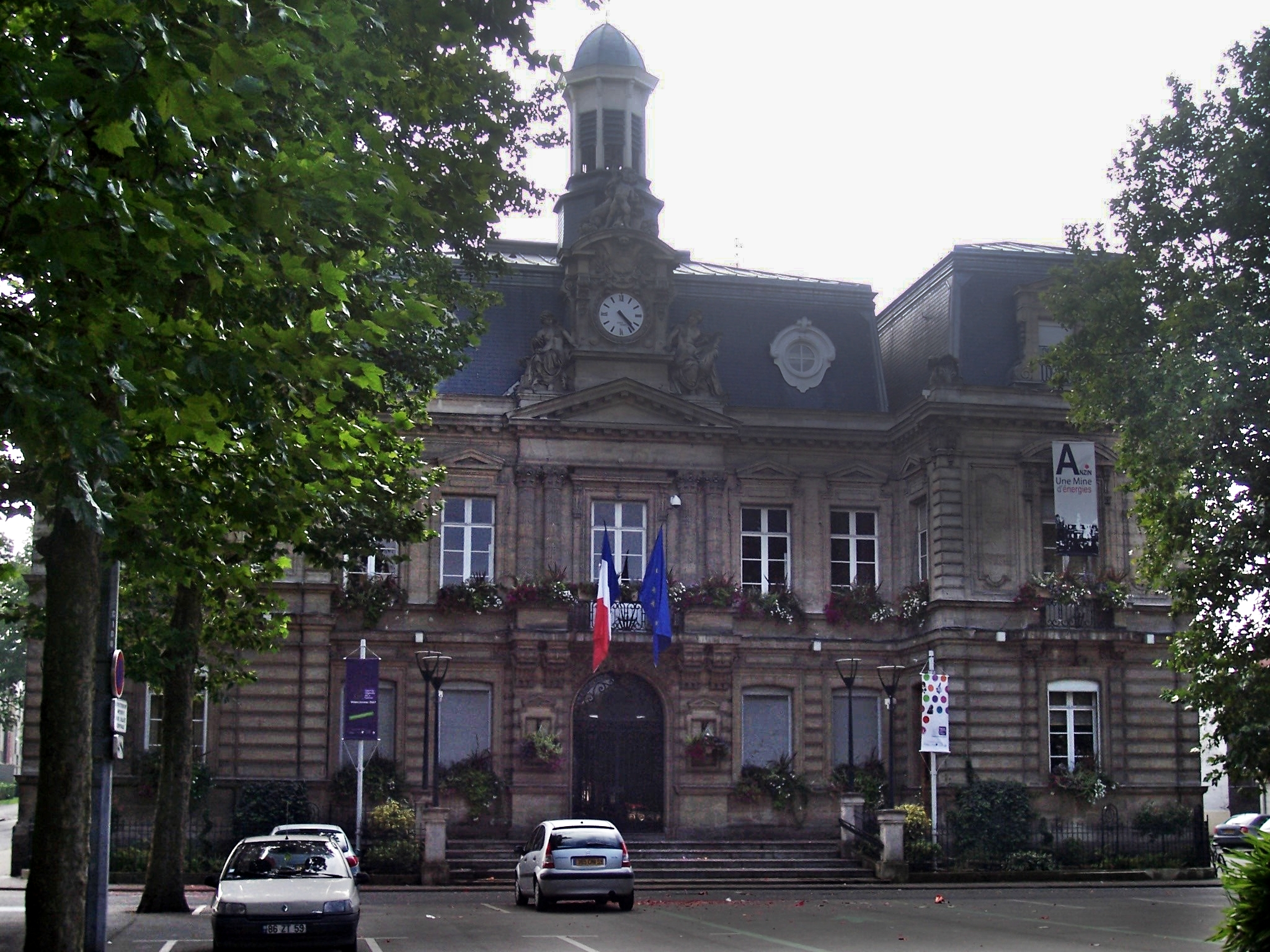
Mairie d'Anzin.

- Transformation du Château-Neuf de Meudon en Observatoire (1879).
- Transformation des bâtiments du ministère de l'Intérieur (1882-1883).
- Paris, la Cour des comptes (palais Cambon), rue Cambon (1898-1912), à la suite du décès de l'architecte, la fin des travaux fut assurée par son collaborateur Julien Guadet.

Le Musée des beaux-arts de Lille conserve un fonds de dessins de cet architecte.

## Iconographie
- Corneille Henri Theunissen, (1863-1918) réalisa une plaquette le représentant[3].
- Photographie de François Antoine Vizzavona (1876-1961)[4].
- En 1881, le peintre Édouard Sain (1830-1910) fit son portrait conservé au Musée des beaux-arts de Valenciennes.

## Dessins
- Une salle de concert d'été, graphite, plume, encre noire, aquarelle, H. 44.2 ; L. 30.7 cm[5]. Paris, Beaux-Arts[6]. Concours d'émulation de l'ENSBA DE 1858.

## Élèves
- Max Sainsaulieu (1870-1953)
- Adrien Chancel (1853-1901)
- Adolphe Dervaux (1871-1945)
- Louis Duthoit (1868-1931)
- Louis Lucien Faure-Dujarric[7]

## Exposition personnelle
- Valenciennes, Musée des beaux-arts, « Du compas au pinceau : l’architecture révélée », 2013-2014. Exposition de dessins de Constant Moyaux, catalogue avec des notices de Virginie Frelin-Cartigny, Stéphanie Quantin et Cyril Dermineur.